# سيدي جابر (سيدي جابر)
سيدي جابر هي إحدى مشيخات المملكة المغربية، تتبع جغرافيا لإقليم بني ملال وإداريًا لسيدي جابر. يقدر عدد سكانها بـ 6473 نسمة حسب الإحصاء الرسمي للسكان والسكنى لسنة 2004.